# Anaphaeis mabella
Anaphaeis mabella is een vlinder uit de familie van de witjes (Pieridae). De wetenschappelijke naam van de soort is voor het eerst geldig gepubliceerd in 1891 door Grose-Smith.